# John Candy
John Franklin Candy (31. října 1950 Newmarket, Ontario, Kanada – 4. března 1994 Durango, Durango, Mexiko) byl kanadský filmový herec. Proslavil se rolí trenéra v komedii Kokosy na sněhu z roku 1993, ale nejlepší herecký výkon podal v americké komedii Letadla, vlaky, automobily z roku 1987, kde hrál hlavní roli po boku Steva Martina.
Filmovou kariéru zahájil počátkem 70. let v nízkorozpočtových filmech a TV seriálech. Později se objevil v mnoha komediích, kde ztvárnil i hlavní role. Počátkem 90. let se objevily kritiky jeho herectví, hrál ve filmu Nic než potíže, který byl nominován na anticenu Zlatá malina.
V roce 1991 koupil společně s Waynem Gretzky a Bruce McNallem kanadský fotbalový klub Toronto Argonauts.
Candy bojoval celý život se silnou obezitou, rok před smrtí začal držet přísné diety a přestal kouřit. Přesto zemřel relativně mladý ve věku 43 let ve spánku na srdeční infarkt.

## Ocenění
- Kanadský chodník slávy
- v květnu 2006 kanadská pošta oznámila, že se Candy objeví na poštovní známce

## Filmografie (výběr)
- 1995
  - Kanadská slanina – šerif Bad Boomer
- 1994
  - Wagons East – James Harlow
- 1993
  - Kokosy na sněhu – trenér Irving 'Irv' Blitzer
  - Rookie of the Year – Cliff Murdoch
- 1992
  - Byl jednou jeden zločin – Augie Morosco
  - Boris a Nataša – Kalishak
- 1991
  - JFK – Dean Andrews
  - Hledám místo – C.D. Marsh
  - Nic než trable – Dennis
  - Sám a sám – Danny Muldoon
  - Šílený – Jack Gable
- 1990
  - Ďáblové na kolech
  - Sám doma – Gus Polinski
  - Zachránci u protinožců – Wilbur (namluvil hlas)
- 1989
  - Kdo je Harry Crumb? – Harry Crumb
  - Strýček Buck – Buck Russell
  - Závodní horečka – Charlie Cronan
- 1988
  - Báječná dovolená – Chet Ripley
  - Hot to Trot – Don
- 1987
  - Letadla, vlaky, automobily – Del Griffith
  - Spaceballs (Vesmírná tělesa) Války hvězd naruby – Barf
- 1986
  - Armed and Dangerous – Frank Dooley
  - Malý krámek hrůz – Wink Wilkinson
- 1985
  - Blázni a dobrovolníci – Tom Tuttle
  - Brewsterovy milióny – Spike Nolan
  - The Last Polka – Yosh
  - Vydařená dovolená – Jack Chester
- 1984
  - Žbluňk! – Freddie Bauer
- 1983
  - Bláznivá dovolená
  - Když chlap zešílí – John Bourgignon
- 1981
  - Heavy Metal
  - Lampasy – Ox